# Sultan Adil
Sultan Adil Mohamed Abdalla Alamiri (* 4. Mai 2004 in Kalba) ist ein Fußballspieler mit Staatsangehörigkeit der Vereinigten Arabischen Emirate.

## Karriere

### Verein
Aus der U19 von Ittihad Kalba kommend, ging Sultan Adil zur Saison 2021/22 fest in deren erste Mannschaft über.

### Nationalmannschaft
Sein erstes bekanntes Spiel im Trikot der Nationalmannschaft der VAE war am 24. März 2022 eine 0:1-Niederlage gegen den Irak während der Qualifikation für die Weltmeisterschaft 2022. Im folgenden Jahr kamen noch weitere Freundschaftsspiele sowie Qualifikationsspiele für die Weltmeisterschaft 2026 hinzu.
Auch für die Asienmeisterschaft 2024 wurde er nominiert und stand in den ersten beiden Gruppenspielen in der Startelf, in welchen er jeweils ein Tor für sein Team erzielte. Danach fiel er aufgrund eines Meniskusrisses für den Rest des Turniers aus.